# Força d'enllaç
La força d'enllaç és la intensitat de l'atracció que existeix entre dos àtoms que es troben units mitjançant un enllaç covalent formant una molècula. A major força d'atracció major serà la dificultat per separar els àtoms de la molècula. Aquesta força es mesura mitjançant l'energia de dissociació D, a major energia de dissociació més fort és l'enllaç.

## Variació de la força d'enllaç

### Nombre d'enllaços
A major nombre d'enllaços entre dos àtoms, major és la força que els uneix. Els enllaços triples són més forts que els dobles, i aquests més que els simples. Tanmateix un enllaç triple no és el triple de fort que un de doble, ni un de doble és el doble de fort que un de simple. Hom pot veure aquesta diferència en la sèrie d'enllaços del carboni: D(C-C) = 348 kJ/mol < D(C=C) = 612 kJ/mol < D(C≡C) = 837 kJ/mol. Així en el carboni un enllaç doble té una força 1,76 vegades major que un de simple; i un enllaç triple la té 2,41 vegades superior.

### Ressonància

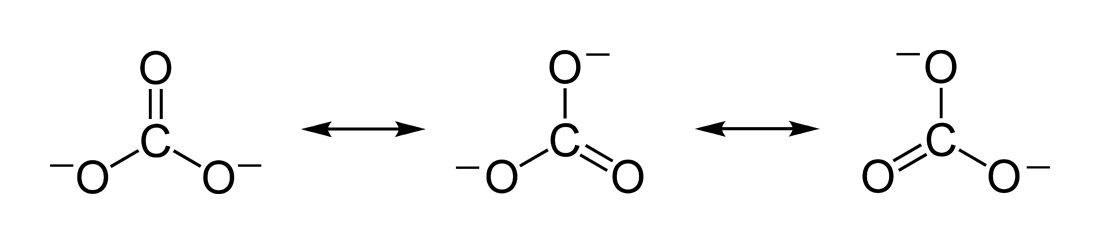
Formes ressonants de l'anió carbonat

Hi ha molècules que a l'hora de representar-les s'escriuen fórmules que tenen enllaços dobles alternats amb enllaços simples, com és el cas del benzè o el naftalè, i també hi ha espècies químiques que s'han d'escriure amb càrregues i dobles enllaços, és el cas de l'anió carbonat, CO₃- o de l'ozó, O₃. Aquestes molècules es poden descriure a partir d'estructures ressonants on els dobles enllaços estan en diferents posicions. Experimentalment s'observa que en aquests casos els enllaços són equivalents, per la qual cosa tenen la mateixa força d'enllaç, superior a un enllaç simple i inferior a un enllaç doble. En general, com més estructures ressonants es puguin escriure d'una mateixa molècula, major serà la força dels seus enllaços.

### Parells d'electrons no enllaçants

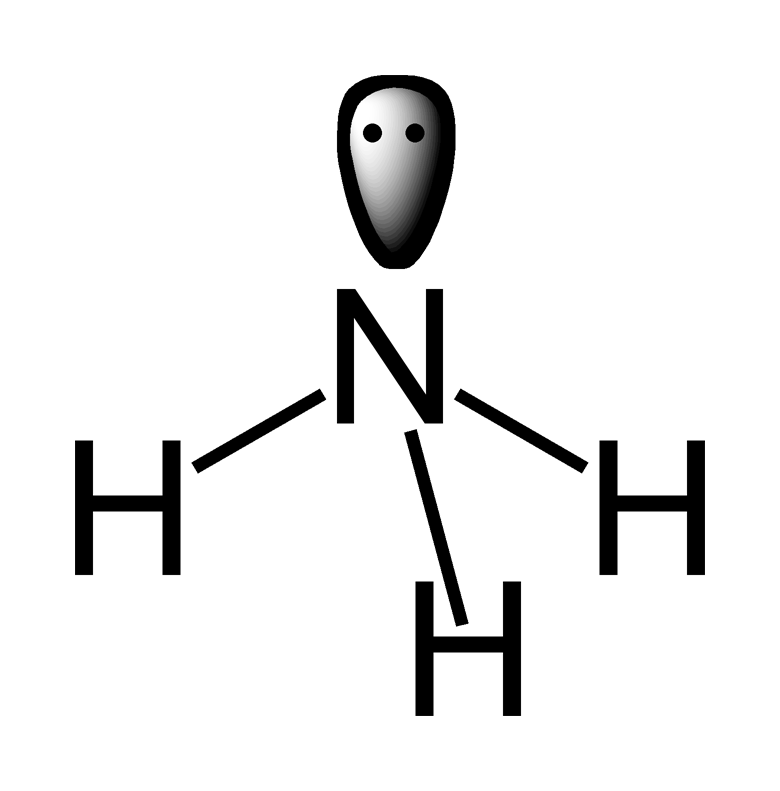
Molècula d'amoníac amb un parell no enllaçant

Si una molècula té parells d'electrons que ocupen orbitals que no formen enllaços es repel·leixen amb altres parells d'electrons, tant si no formen enllaç com si en formen. En aquests casos els parells d'electrons no enllaçants poden debilitar els enllaços.

### Nombre atòmic
La força dels enllaços es debilita quan es formen enllaços amb àtoms amb majors nombres atòmics. Això és degut al fet que la superposició dels orbitals dels àtoms més pesats és menys efectiu que la superposició dels orbitals dels àtoms més petits. Hom o pot veure a la sèrie d'hidrurs dels halògens: D(H-F) = 543 kJ/mol > D(H-Cl) = 419 kJ/mol > D(H-Br) = 354 kJ/mol > D(H-I) = 287 kJ/mol.